# Chisako Kakehi
 (avril 2022).
Chisako Kakehi (筧 千佐子, Kakehi Chisako), née à Yahata (Japon occupé) le 28 novembre 1946 et morte à Osaka le 26 décembre 2024, est une tueuse en série japonaise. Elle est condamnée à mort pour le meurtre de trois hommes dont son mari, et d'une tentative de meurtre sur un quatrième homme. Elle est également soupçonnée d'être responsable de la mort de sept autres personnes.

## Biographie
Chisako Kakehi est arrêtée en 2014 à la suite de l'autopsie de son quatrième mari Isao Kakehi dont le corps révèle des traces d'empoisonnement au cyanure, décès intervenu un mois après leur mariage. Les enquêteurs font alors le lien entre la mort suspecte de deux de ses ex-concubins Masanori Honda et Minori Hioki, et une tentative d'empoisonnement sur Toshiaki Suehiro. 
En 2017, au cours de son procès à Kyoto pour des faits s'étant déroulés entre 2007 et 2013, elle plaide non coupable dans un premier temps, puis confesse le meurtre d'un quatrième homme en 2013, indiquant avoir agi ainsi en raison de problèmes d'argent. Elle se rétracte deux jours plus tard en affirmant ne plus se souvenir de ses propos tenus devant le tribunal. Ses avocats plaident alors la démence pour qu'elle soit déclarée non coupable. D'une durée de 135 jours, il s'agit de l'un des procès les plus longs de l'histoire au Japon. La Cour d'appel d'Osaka rejette le recours déposé par ses avocats et écarte l'argument de la défense concernant sa supposée démence. Le procès a permis de révéler qu'elle avait amassé une fortune estimée à 8 millions d'euros sous la forme d'assurance-vie, de biens immobiliers et de dépôts bancaires, en se faisant désigner héritière du patrimoine des défunts dont une grande partie a été perdue en raison de placements financiers hasardeux.
Le 26 décembre 2024, elle meurt dans un centre de détention à l'âge de 78 ans, alors qu'elle se trouve toujours dans le couloir de la mort.